# Список потерь военной авиации Польши

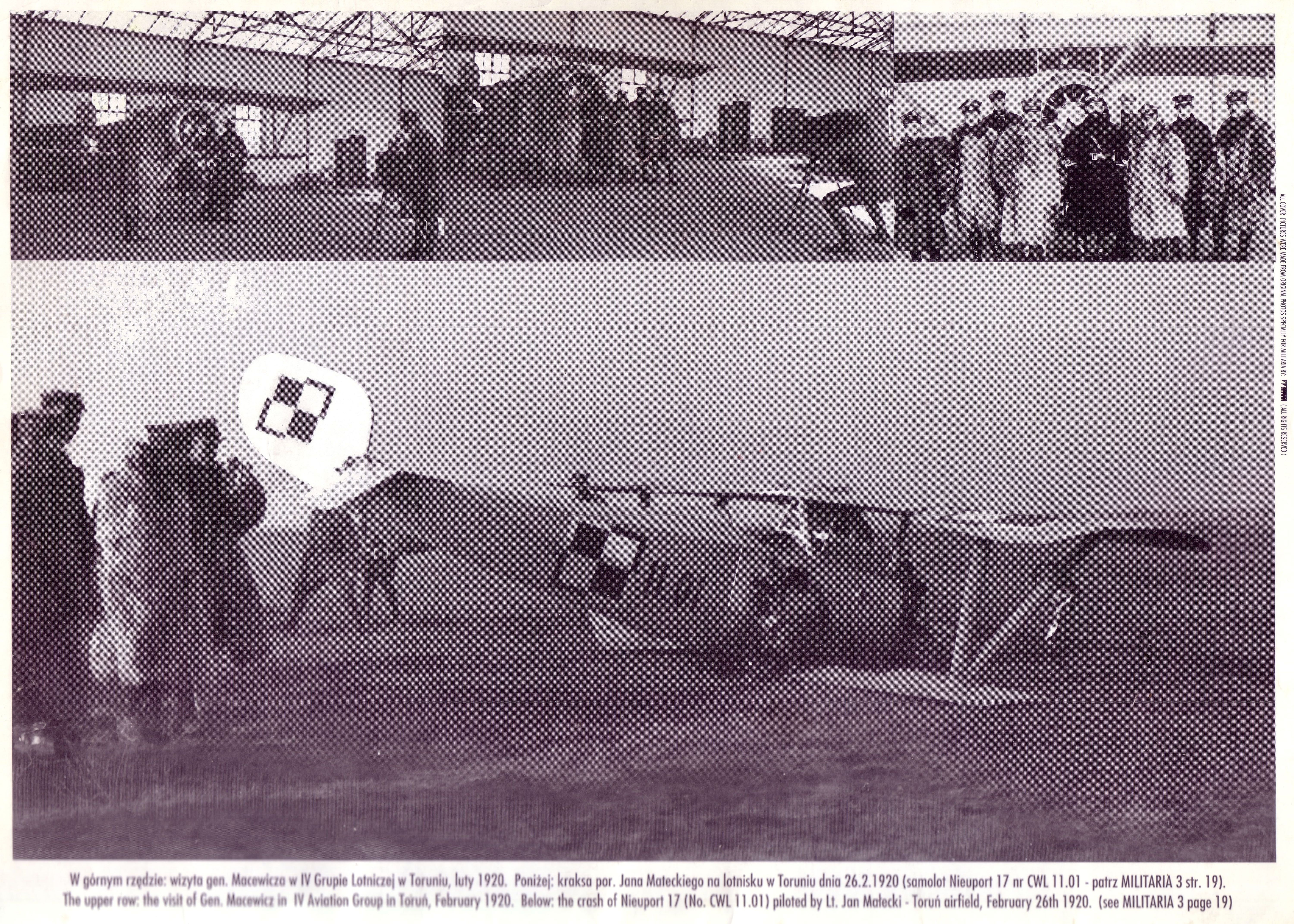
Ньюпор-17 — авиапроисшествие февраля 1920 года

В данной статье приведена информации об авиационных происшествиях в Вооружённых силах Польши (включая Военно-воздушные, Военно-морские силы и Сухопутные войска).
Вся приведённая информация взята из открытых источников, поэтому может быть неполной и содержать неточности.

## Авиационные происшествия
В список включены случаи, сопровождавшиеся потерей летательного аппарата (самолёта или вертолёта) и подтверждённые по крайней мере двумя разными источниками (за исключением аварии МиГ-21 в 1983 году, информация о которой исходит от пилота самолёта) и катастрофы Ан-24 и Ту-154М о которых есть отдельные статьи. Подтверждение двумя или более источниками необходимо для того, чтобы снизить вероятность появления ошибок. Информации о потерях самолётов с 1995 года и до настоящего времени достаточно много, и список за этот период можно считать относительно полным. О потерях до середины 1990-х годов информация обрывочна, проверка её по разным источникам затруднена, поэтому указаны лишь отдельные случаи, которые можно подтвердить.
Данные в таблицах могут быть отсортированы по году и типу летательного аппарата.

### Самолёты
| Дата             | Тип             | Обстоятельства |
| ---------------- | --------------- | --- |
| 28 февраля 1973  | Ан-24           | Борт ВВС. При заходе на посадку ночью в условиях обледенения попал в зону сильной турбулентности, резко потерял высоту и разбился недалеко от аэропорта «Щецин». Погибли все находившиеся на борту члены польско-чехословацкой делегации, которые должны были посетить морской порт Щецина, среди них: министр внутренних дел Польши Веслав Очепка (пол. Wiesław Ociepka), министр внутренних дел Чехословакии Радко Каска (чеш. Radko Kaska) и глава администрации ЦК Компартии Чехословакии Михал Кудзей (чеш. Michal Kudzej). |
| 1983 12 мая      | МиГ-21ПФМ       | Неполадки двигателя. Пилот успешно катапультировался. |
| 1993 14 июля     | Су-20Р          | Отказ двигателя. Пилот успешно катапультировался. |
| 1994 25 февраля  | МиГ-21бис       | Самолёт ВМС. Инцидент на посадке. Жертв нет, в источниках самолёт числится списанным. |
| 1994 2 июля      | PZL TS-11 Iskra | Разбился на взлёте. Пилот погиб. |
| 1995 4 апреля    | Су-22М4         | Разбился в районе Францишково (Великопольское воеводство). Пилот успешно катапультировался. |
| 1995 31 мая      | Су-20           | Взорвался в воздухе в районе Млинице. Пилот погиб. |
| 1995 5 июля      | PZL TS-11 Iskra | Самолёт лётного училища разбился в районе Демблина. Пилот успешно катапультировался. |
| 1995 11 июля     | Су-22УМ3К       | Разбился в районе Чаплинек. Оба члена экипажа погибли. |
| 1995 26 июля     | Су-22М4К        | Во время испытательного бомбометания на полигоне одна из двух бомб взорвалась под крылом самолёта. Пилот погиб. |
| 1996 24 января   | I-22 «Ирида»    | Разбился в районе Демблина. Оба члена экипажа погибли. |
| 1996 28 июня     | МиГ-21бис       | Самолёт ВМС Польши. Упал в Балтийское море. Пилот погиб. |
| 1996 29 июля     | МиГ-21бис       | Самолёт ВМС. Пожар двигателя на полигоне в районе Стегна. Пилот успешно катапультировался, самолёт упал в Гданьский залив. |
| 1996 3 сентября  | МиГ-21МФ        | Разбился в районе Мальборка. Пилот успешно катапультировался. |
| 1996 11 октября  | МиГ-21Р         | Инцидент на взлёте в Сохачеве. Жертв нет, в источниках самолёт числится списанным. |
| 1997 10 июня     | PZL TS-11 Iskra | Разбился в районе Бяла-Подляска. Оба члена экипажа погибли. |
| 1997 21 октября  | МиГ-21УМ        | Самолёт ВМС. Инцидент на взлёте в Гдыне. Жертв нет, в источниках самолёт числится списанным. |
| 1998 23 февраля  | PZL TS-11 Iskra | Разбился в районе Демблина. Оба члена экипажа погибли. |
| 1998 26 мая      | PZL TS-11 Iskra | Разбился в районе Желехув. Пилот погиб. |
| 1998 11 ноября   | PZL TS-11 Iskra | Самолёт пилотажной группы «Искры» разбился в районе Отвоцка во время вылета на разведку погоды перед пролётом группы на параде по случаю 80-й годовщины независимости Польши. Оба члена экипажа погибли. |
| 1999 7 мая       | МиГ-21бис       | Разбился в Поморском воеводстве в результате отказа гидравлической системы. Пилот успешно катапультировался. |
| 1999 29 октября  | МиГ-21бис       | Самолёт ВМС. Зацепил крылом здание и упал в Балтийское море у Хельской косы. Пилот успешно катапультировался. |
| 2000 14 июля     | МиГ-21бис       | Разбился на полигоне в районе Пила. Пилот погиб. |
| 2001 2 марта     | PZL TS-11 Iskra | Самолёт военного авиазавода выполнял технический полёт и разбился при заходе на посадку в районе Быдгощ. Оба члена экипажа погибли. |
| 2001 13 июня     | Су-22УМ3К       | Разбился во время ночной посадки на авиабазе Повидз. Оба члена экипажа погибли. |
| 2001 4 сентября  | PZL TS-11 Iskra | Разбился в районе Ягодне во время тренировочного полёта. Пилот погиб. |
| 2001 27 сентября | МиГ-21бис       | Разбился в районе Эльблонга в результате отказа двигателя. Пилот получил тяжёлые травмы при катапультировании. |
| 2003 19 августа  | Су-22М4К        | Упал в Балтийское море; по имеющимся сообщениям, случайно сбит зенитной ракетой в ходе учений. Пилот успешно катапультировался. |
| 2005 11 октября  | PZL TS-11 Iskra | Разбился в районе Белхатов. Пилот погиб при катапультировании. |
| 2008 23 января   | C-295M          | Разбился в районе Мирославца при заходе на посадку. Погибли 20 человек — 4 члена экипажа и 16 пассажиров, высокопоставленные офицеры ВВС Польши, возвращавшиеся с ежегодной конференции по безопасности полётов. Согласно источникам, это самая тяжёлая катастрофа в военной авиации Польши за 35 лет. |
| 2009 31 марта    | M28 «Брыза»     | Самолёт ВМС. Разбился на аэродроме Бабе-Долы возле Гдыни во время тренировочного полёта. Погибли все 4 человека, находившиеся на борту. |
| 10 апреля 2010   | Ту-154М         | Разбился при пробном заходе на посадку в густом тумане. На борту был президент Польши Лех Качиньский и другие высокопоставленные лица. |

### Вертолёты
| Дата             | Тип           | Обстоятельства |
| ---------------- | ------------- | --- |
| 1994 14 сентября | Ми-14ПЛ       | Вертолёт ВМС. Утонул в Балтийском море в районе Дарлово. Жертв нет. |
| 1997 21 апреля   | Ми-2          | Вертолёт сухопутных войск. Разбился в районе Глодово, погибли 2 человека. |
| 1998 31 июля     | PZL W-3 Sokół | Разбился во время учений на полигоне в Рембертуве, при этом пострадал один военнослужащий подразделения спецназа GROM. Дата аварии приведена согласно сообщению в газете Rzeczpospolita, в других источниках указано 21 августа, что является явной ошибкой. |
| 2003 4 апреля    | Ми-24Д        | Во время разворота на малой высоте в ходе учений задел машину с солдатами. Оба члена экипажа погибли на месте, семь человек получили ранения, из них один умер в госпитале.                                                                                  |
| 2003 4 декабря   | Ми-8П         | Вертолёт 36-го особого авиационного полка ВВС Польши с премьер-министром страны Лешеком Миллером на борту потерпел аварию в 20 км от Варшавы. Машина полностью разбита, жертв нет, несколько человек пострадало (включая Миллера).                           |
| 2004 15 декабря  | PZL W-3 Sokół | Разбился около города Кербела (Ирак). Три военнослужащих погибли и четверо ранены. |
| 2006 18 июля     | PZL W-3 Sokół | Разбился на авиабазе Аль-Дивания (Ирак). 7 военнослужащих ранены |
| 2009 27 февраля  | Ми-24Д        | Разбился в лесу около города Торунь (Польша). Вертолётчики 49-го вертолётного полка проводили тренировки перед отправкой в Афганистан. Один пилот погиб, двое ранены.                                                                                        |